# Церовець (Шентюр)
Церовець (словен. Cerovec) — поселення в общині Шентюр, Савинський регіон, Словенія. 
Висота над рівнем моря: 296,8 м.